# Liste der Monuments historiques in L’Hermenault
Die Liste der Monuments historiques in L’Hermenault führt die Monuments historiques in der französischen Gemeinde L’Hermenault auf.

## Liste der Bauwerke
| Bezeichnung                   | Beschreibung                  | Standort | Kennzeichnung | Schutzstatus | Datum | Bild |
| ----------------------------- | ----------------------------- | -------- | ------------- | ------------ | ----- | ---- |
| Schloss                       | Erbaut ab dem 15. Jahrhundert | (Lage)   | PA00110138    | Inscrit      | 2014  |      |
| Kirche Nativité-de-Notre-Dame | Erbaut im 14./15. Jahrhundert | (Lage)   | PA00110139    | Inscrit      | 1984  |      |